# Noga Erez
Noga Erez (in ebraico נגה ארז‎?; Tel Aviv, 26 dicembre 1989) è una cantante israeliana.

## Biografia
Cresciuta a Caesarea, ha studiato composizione presso la Academy of Music and Dance di Gerusalemme.
Nel 2017 è stata inclusa nella lista 30 Under 30 di Forbes Israel, facendosi conoscere nello stesso anno con l'uscita del primo album in studio Off the Radar e intraprendendo un tour europeo a supporto del disco. L'anno seguente ha ricevuto il VIA Award alla miglior nuova arrivata ed è stata candidata agli UK Music Video Awards grazie alla clip di Wave.
Il secondo album Kids, messo in commercio nel 2021, le ha permesso di conseguire una seconda nomination agli MTV Europe Music Awards nella categoria di miglior artista israeliano e un premio ACUM.
Noga ha anche partecipato nella seconda stagione della serie TV israeliana PMTA nel 2021. The Vandalist, presentato nel settembre 2024, è stato il suo primo LP a entrare nella Deutsche Albumchart.

## Discografia

### Album in studio
- 2017 – Off the Radar
- 2021 – Kids
- 2024 – The Vandalist

### Album dal vivo
- 2019 – Radar Reworked

### EP
- 2021 – End of the Road

### Singoli
- 2017 – Here
- 2017 – Dance While You Shoot
- 2017 – Worth None
- 2018 – Sunshine
- 2018 – Bad Habits
- 2018 – Cash Out (feat. Sammus)
- 2019 – Worth One
- 2019 – Chin Chin (con Echo)
- 2020 – Views (con Reo Cragun e Rousso)
- 2020 – No News on TV
- 2020 – You So Done
- 2021 – End of the Road
- 2021 – Sorry
- 2021 – Knockout (Against the Machine)
- 2022 – Industry Baby
- 2022 – Nails (feat. Missy Elliott)
- 2023 – Quiet
- 2024 – Come Back Home
- 2024 – PC People (feat. Rousso)
- 2024 – Godmother (feat. Eden Ben Zaken)
- 2024 – Danny (feat. Robbie Williams)